# Luče
Luče (in tedesco Leutsch) è un comune di 1 593 abitanti della Slovenia settentrionale.
Tradizionalmente apparteneva alla regione della Stiria ed è ora incluso nella regione di Savinjska.
La chiesa parrocchiale, è dedicata a San Lorenzo e appartiene alla Diocesi di Celje. I primi documenti relative alla chiesa risalgonono al 1423 e ha alcune varianti rispetto alla chiesa del 1423 in quanto nel diciassettesimo secolo ci furono dei lavori di ampliamento.